# Евангеличка црква са помоћним зградама
Евангеличка црква са помоћним зградама у Панчеву, подигнута је 1906. године и представља непокретно културно добро као споменик културе.

## Архитектура цркве
Евангеличка црква са свештеничким станом и парохијским домом подигнути су за потребе панчевачких евангелика, по пројекту архитеката Франца Саболча и Јулијуса Папа. Црква је сложене крстообразне основе, са полигоналним олтарским простором и звоником. Унутрашњост је подељена на олтарски простор, главни брод и трансепт са емпорама, уз улазни простор у приземљу звоника и два постројења са степеништима. 
Звоник је правоугаоне основе, има приземље, два спрата, простор са звонима и сатним механизмом. Над једним делом главног брода налази се оргуљска галерија. Фасада је издељена у три зоне, са трансептским забатима на бочним фасадама. Сви портали и прозори су уоквирени опеком. Већина прозора изведена је у техници витража. Фасада је декорисана комбинацијом равних малтерисаних површина и опеке. Црквени мобилијар се састоји од неоготичког олтара, предикаонице и клупа, у техници дубореза. 
Две помоћне зграде, постављене бочно од цркве, некадашња црквена општина и свештенички стан (свештенички стан и парохијски дом), физички су повезане са црквом. Зграде су основе неправилног четвороугла, са стилском обрадом фасаде и фасадних отвора као на цркви.

## Галерија
|  |